# Mi Centauri
Mi Centauri (μ Cen) – gwiazda znajdująca się w gwiazdozbiorze Centaura. Oddalona jest o około 506 lat świetlnych od Słońca.

## Widoczność
Obserwowana wielkość gwiazdowa Mi Centauri to 3,43m. Gwiazda znajduje się na niebie zaledwie o 3/4 stopnia od Ni Centauri, niezwiązanej grawitacyjnie, ale należącej do tej samej asocjacji OB. Razem z ν Cen oraz φ Cen została skatalogowana w dziele Almagest Ptolemeusza jako leżąca „po prawej stronie” Centaura (łac. in dextro Latere).

## Charakterystyka
Mi Centauri jest błękitną gwiazdą typu widmowego B2. Jest to gwiazda ciągu głównego, zaledwie w połowie okresu syntezy wodoru w hel w jądrze, trwającego dla gwiazd tego typu około 25 milionów lat. Została sklasyfikowana jako gwiazda zmienna typu Gamma Cassiopeiae, jej jasność zmienia się pomiędzy +2,92 a +3,47m w okresie 3,535 doby. Gwiazdę otacza dysk materii obserwowany blisko płaszczyzny dysku, przez co wyraźne są pochodzące z niego linie emisyjne
Mi Centauri jest gwiazdą wielokrotną. W odległości 45,6 sekund kątowych znajduje się gwiazda Mi Centauri B, typu F2 V, o obserwowanej jasności 12,96m. Jest to przypadkowe sąsiedztwo. Składnik Mi Centauri C jest odległy o 4,6″ od głównej gwiazdy i ma jasność 10,06, ale poza tym niewiele o nim wiadomo. Dodatkowo główna gwiazda została sklasyfikowana jako gwiazda spektroskopowo podwójna. Z obserwacji z 2010 roku wynika, że składniki μ Cen Aa (3,50m) i μ Cen Ab (6,70m) dzieli odległość 0,1″.